# Bouea poilanei
Bouea poilanei är en sumakväxtart som beskrevs av Evrard. Bouea poilanei ingår i släktet Bouea och familjen sumakväxter. Inga underarter finns listade i Catalogue of Life.